# Maharbek Hadarțev
Maharbek Hadarțev (n. 2 octombrie 1964, Suadag⁠(d), RSFS Rusă, URSS) este un politician și fost luptător ce a reprezentat Uniunea Sovietică, Echipa Unificată, Rusia și Uzbekistan, medaliat olimpic. A participat la 4 ediții ale Jocurilor Olimpice (1988, 1992, 1996, 2000) în care a câștigat două medalii de aur și o medalie de argint.